# Amolops medogensis
Amolops medogensis är en groddjursart som beskrevs av Li, Rao in Zhao, Rao, Lu och Zhiming Dong 2005. Amolops medogensis ingår i släktet Amolops och familjen egentliga grodor. IUCN kategoriserar arten globalt som otillräckligt studerad. Inga underarter finns listade i Catalogue of Life.